# Remparts de Saint-Laurent-des-Arbres
Les remparts de Saint-Laurent-des-Arbres sont des vestiges médiévaux, comprenant la Tour Jacques Deuze (donjon) et la Tour de Ribas, situés sur le territoire de la commune de Saint-Laurent-des-Arbres dans le département français du Gard en région Occitanie.

## Toponymie
L'église Saint-Laurent apparaît dès 919 sous le nom d'Ecclesia Sancti Laurentii de Arboribus, dans l'acte de donation de l'église à l'évêque d'Avignon Fulcherius par Laudoyn et sa femme Eiglenracla.
En 1232, le château de Saint-Laurent-des-Arbres est mentionné sous le nom de Castrum Sancti Laurentii ab arboribus dans l'acte de vente qui le cède à l'évêque d'Avignon.
Ultérieurement, le village de Saint-Laurent-des-Arbres est mentionné sous le nom de Locus Sancti Laurentii de Arboribus en 1321 et de Locus de Sancto Laurencio de Arboribus en 1332 et 1384. Plus tard encore, il apparaît sous le nom de Sanctus Laurentius de Arboribus diocesis Avinionensis. Ce n'est qu'à partir de 1550 qu'il est mentionné sous le nom de Saint-Laurent-des-Arbres.

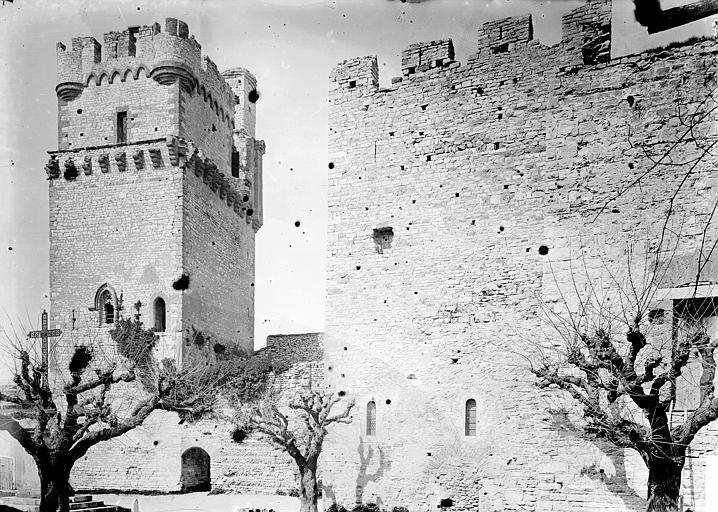
Photographie ancienne du donjon et de l'église par Camille Enlart (1862–1927).

## Historique
Après le démembrement de l'empire de Charlemagne, le sud-est est Gaule forme le Royaume de Bourgogne cisjurane, ou Royaume de Provence : le comté d'Avignon, dont Saint-Laurent-des-Arbres faisait partie, appartient alors à ce royaume.
Antérieurement au Xe siècle, une dame Eintligarde achète les possessions de l'église Saint-Laurent en même temps que l'église de Lirac et les transmet à ses héritiers. En 919, sous le règne du roi de Provence Louis l'Aveugle, Laudoyn, fils de cette femme, et son épouse Eiglenracla font donation de ces biens à l'église-mère d'Avignon : c'est ainsi que l'évêque d'Avignon Fulcherius (Foulques II) entre en possession de l'église Saint-Laurent,. L'acte de donation ne donne aux évêques d'Avignon que l'église et les biens qui en dépendent mais il ne mentionne ni le village ni le château, qui ne deviendront que plus tard la propriété de l'évêque d'Avignon.
En 1232, l'évêque d'Avignon, dont les prédécesseurs possédaient déjà l'église depuis 919, devient également propriétaire du village et du château attenant à l'église (Castrum Sancti Laurentii ab arboribus) dont les évêques d'Avignon n'étaient alors que les suzerains,,. Un peu plus tard, en 1255, il devient également propriétaire de la tour connue aujourd'hui sous le nom de Tour de Ribas.
Le château est surélevé au XIVe siècle et « de la même époque date aussi la fortification de l'église, qui devint ainsi une autre forteresse, doublant le château et réunie à celui-ci ».
Au temps des guerres de Religion, la forteresse de Saint-Laurent-des-Arbres est prise à deux reprises en 1562 par les protestants : une première fois par les calvinistes et une seconde fois par le baron des Adrets.
La Tour de Ribas est entièrement d'époque romane.
Le rez-de-chaussée du donjon, également appelé Tour Jacques Deuze, date du XIIe siècle et ses étages de style gothique du commencement du XIVe siècle.

## Statut patrimonial
Le donjon fait l'objet d’un classement au titre des monuments historiques depuis le 28 mars 1892, alors que la Tour de Ribas (propriété de la commune) n'est classée que depuis le 14 octobre 1941,.

## Architecture

### Les tours et l'église fortifiée

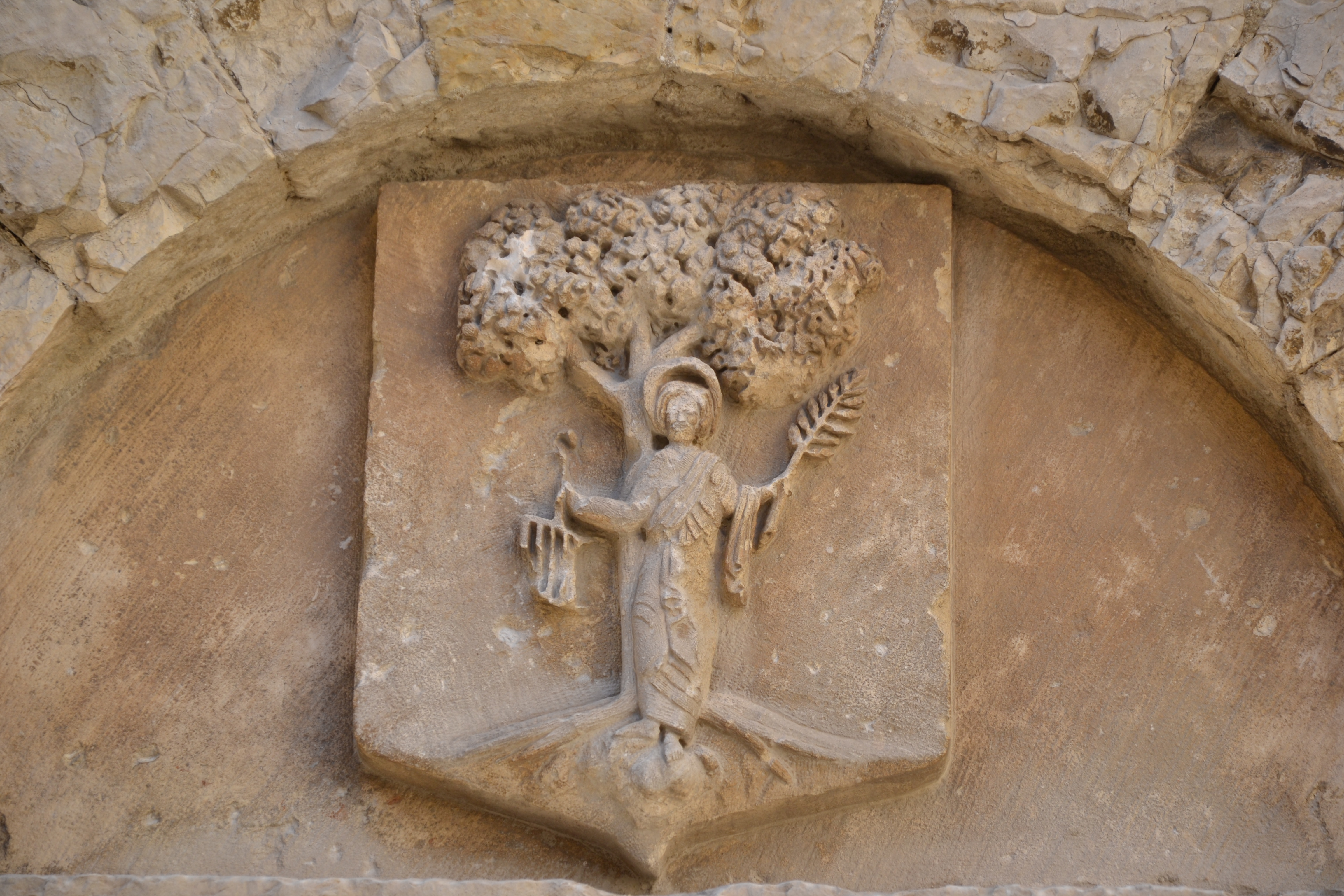
Blason de saint Laurent ornant la porte orientale du donjon.

Les vestiges des remparts médiévaux de Saint-Laurent-des-Arbres comportent trois parties hautes qui dominent le village :
- la Tour de Ribas, d'époque romane ;
- la Tour Jacques Deuze (donjon) dont le rez-de-chaussée roman date du XIIe siècle et les étages gothiques du commencement XIVe siècle[1] ;
- l'église Saint-Laurent, construite vers 1150, fortifiée et surélevée au XIVe siècle[3] ;

La Tour de Ribas, isolée au sud-ouest des autres vestiges, est une tour fortifiée de structure très simple, dont la partie supérieure a été détruite. Elle est tout entière de l'époque romane et paraît contemporaine de la partie inférieure du donjon. Édifiée en moellons assemblés en petit appareil irrégulier et percée de nombreux trous de boulin dans sa partie inférieure et d'une baie cintrée sur sa façade orientale, elle est couronnée de créneaux.
La Tour Jacques Deuze (donjon) est plus élaborée. Son rez-de-chaussée, daté du XIIe siècle, est percé à l'est (derrière le pan de mur d'enceinte) d'une porte à l'encadrement de pierre massif dont les piédroits harpés portent un linteau monolithe massif surmonté d'un arc cintré dont le tympan est orné d'un blason figurant saint Laurent tenant un gril d'argent de la main droite et une palme d'or de la main gauche. La face méridionale du rez-de-chaussée, tournée vers la place du Chanoine Durand, est presque aveugle, percée uniquement d'une minuscule meurtrière monolithe dans sa partie supérieure. Le premier étage, de style gothique et daté du XIVe siècle comme le dernier niveau, est percé sur sa face méridionale de deux meurtrières en forme de croix pattée, alternant avec deux baies, l'une cintrée et l'autre ogivale. Cette dernière est ornée d'un élégant remplage au motif trilobé. Le dernier niveau est doté à sa base de puissants corbeaux qui supportait une galerie à mâchicoulis qui ne subsiste que sur la face nord du donjon. Il est orné à son sommet d'une série de petites arcades ogivales portant les créneaux, et porte une échauguette à l'angle nord-est et une tourelle demi-cylindrique aux trois autres angles.
L'église, enfin, a été fortifiée au XIVe siècle et « devint ainsi une autre forteresse, doublant le château et réunie à celui-ci ».

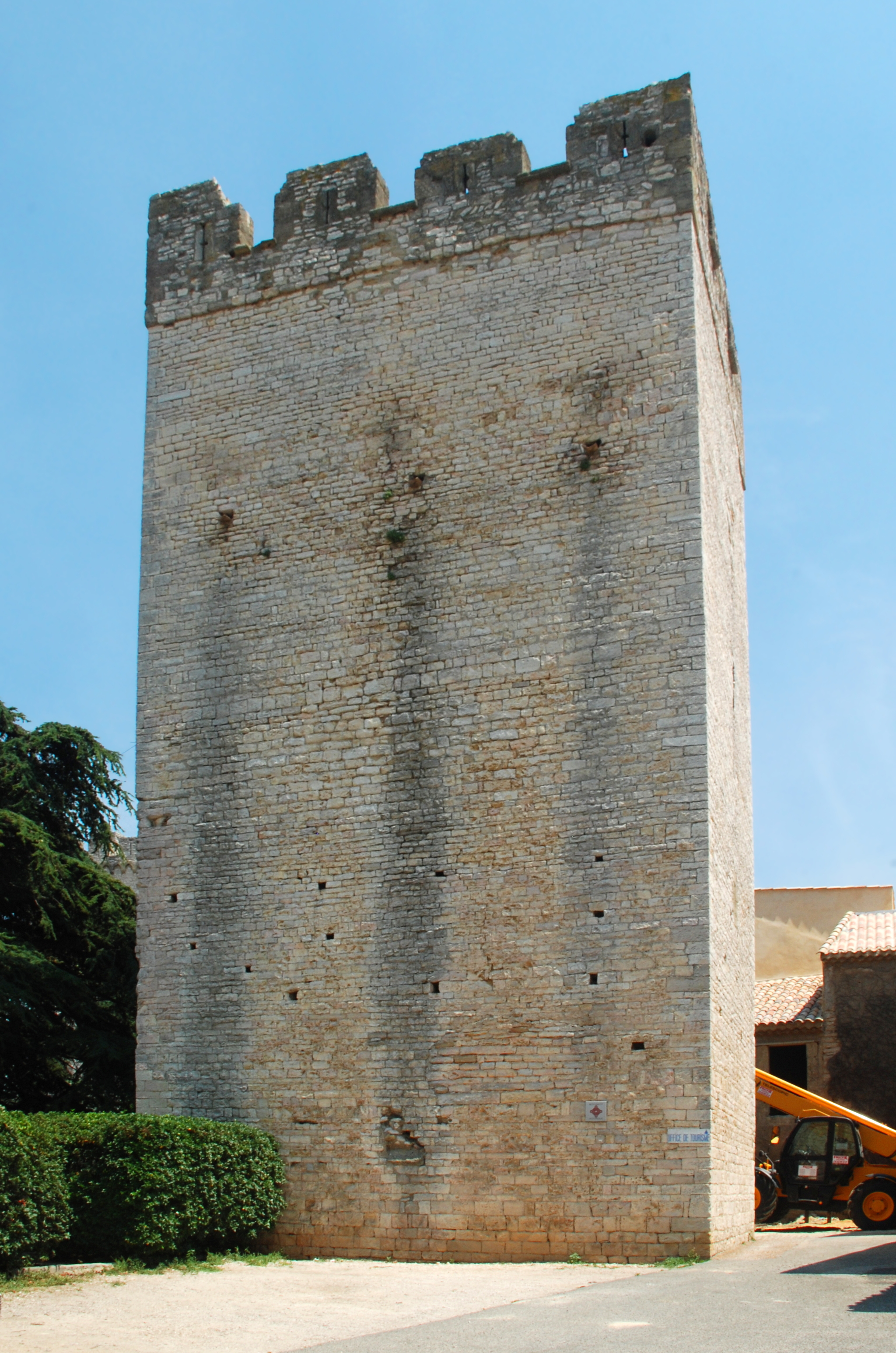
La Tour de Ribas.
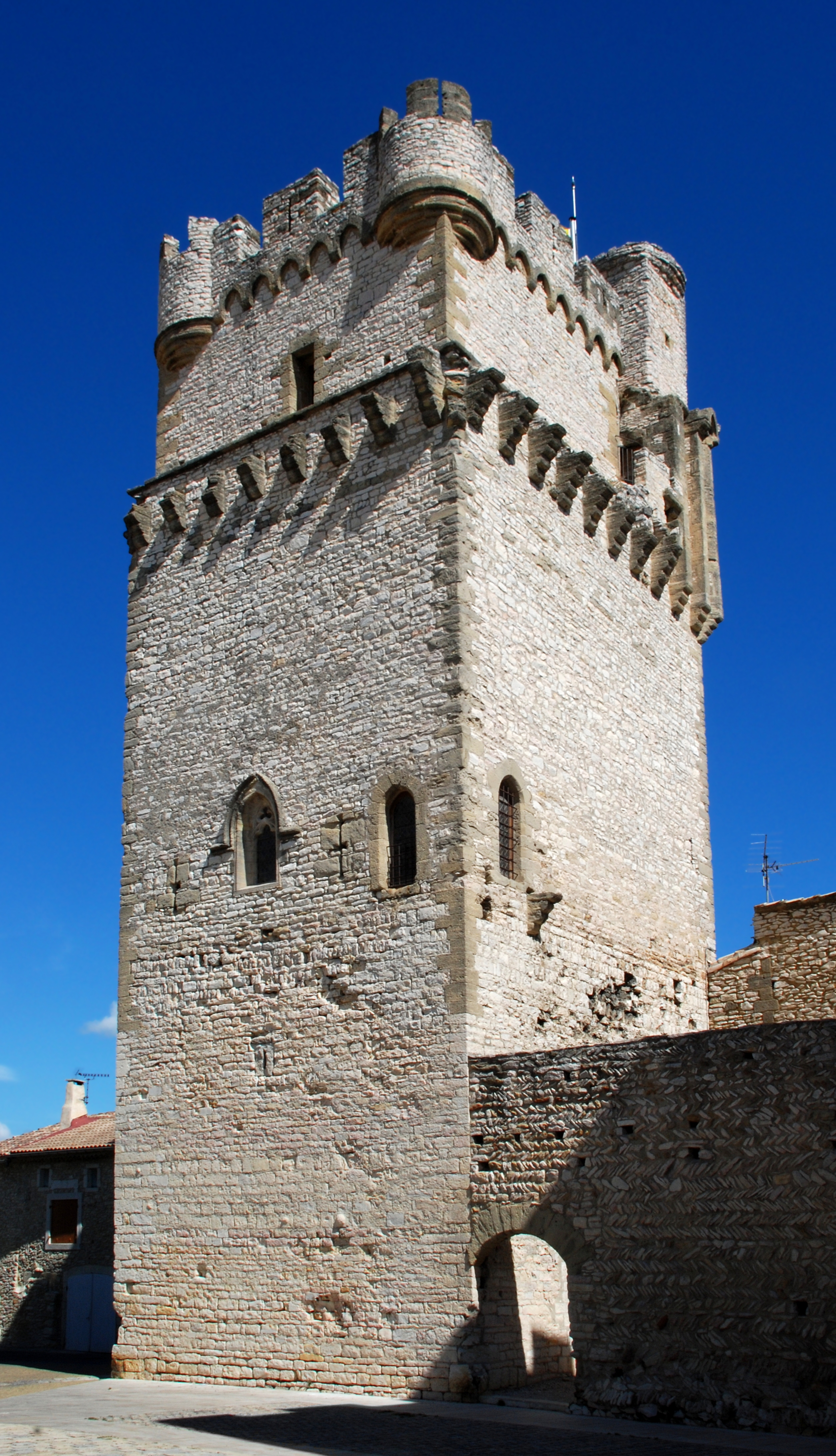
Le donjon.
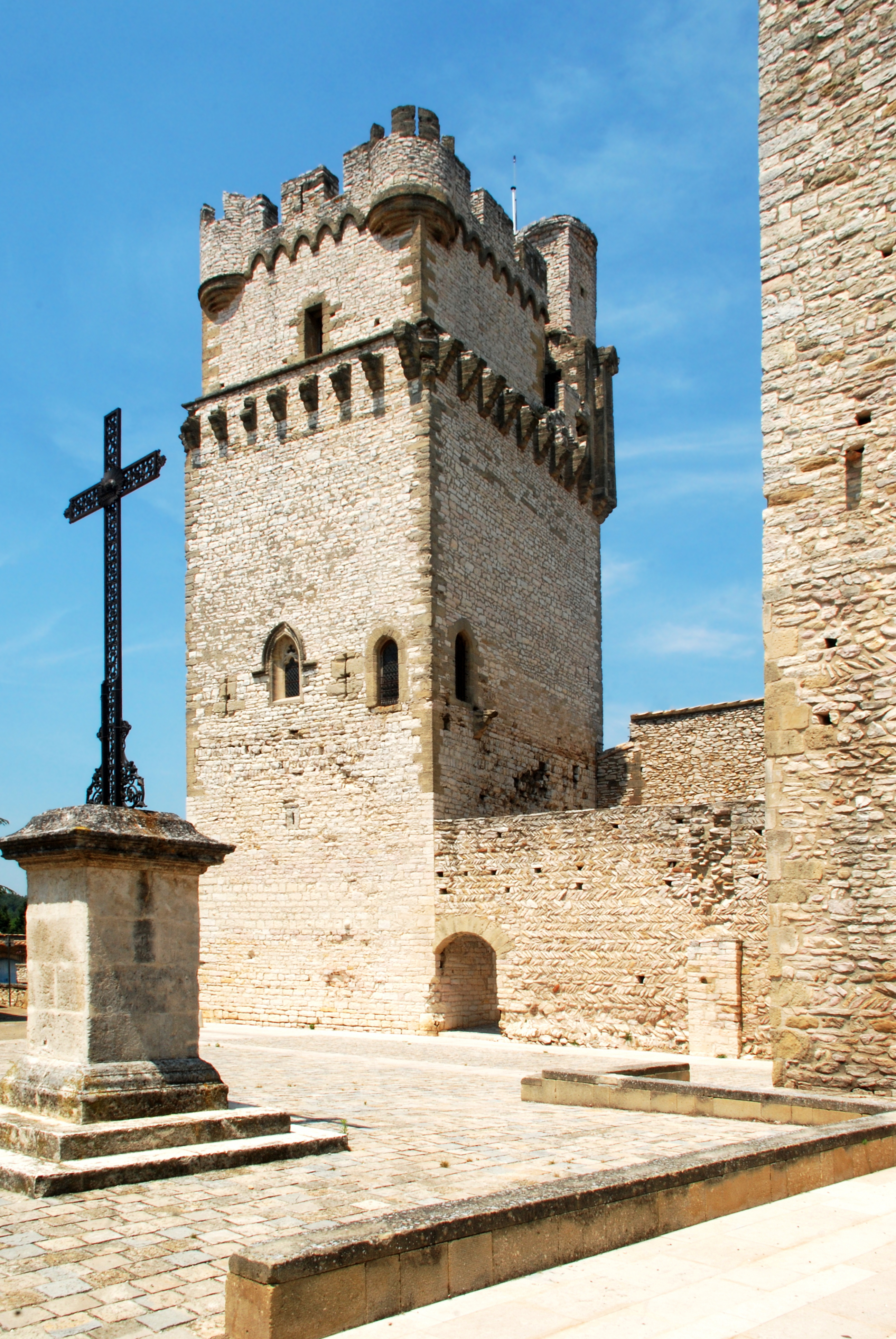
Le donjon et la place de l'église.
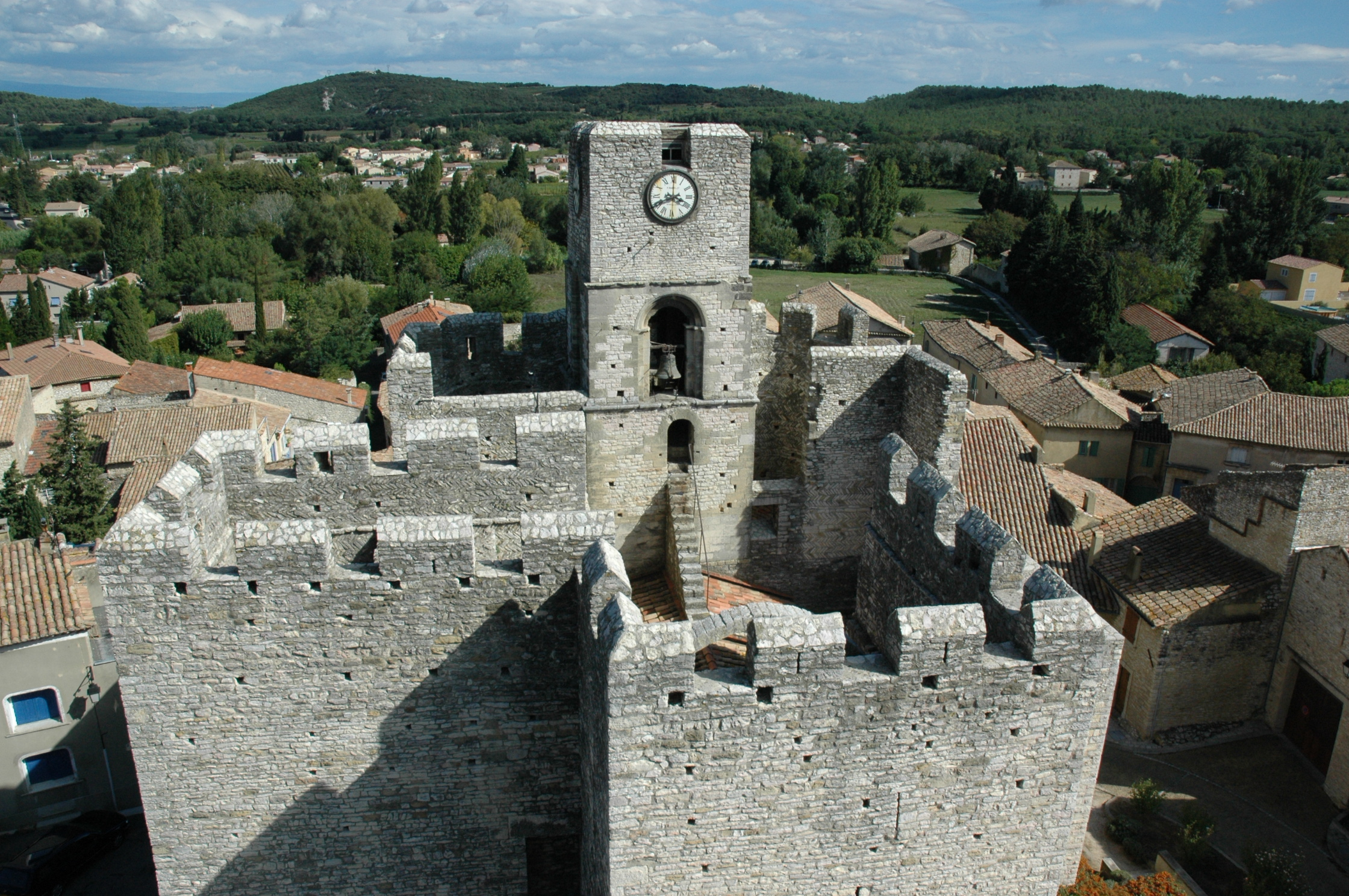
Les créneaux de l'église fortifiée vus du donjon.

### Le pan de mur d'enceinte
Un pan de mur d'enceinte, nettement plus bas que le reste, relie l'église à la base du donjon.
Percé d'une porte à arc surbaissé et d'une autre surmontée d'un linteau monolithe porté par des écoinçons chantournés, ce pan de mur montre encore les vestiges d'un pilastre.
Sa maçonnerie présente de nombreuses traces d'appareil en arête-de-poisson, un appareil qui « se compose de pierres plates de dimension égale, posées en biais les unes sur les autres, et laissant entre elles un angle plus ou moins ouvert ».
On retrouve cet appareil sur les façades occidentale et méridionale de l'église, ainsi que sur son chevet fortifié.

Le pan de mur d'enceinte orné d'appareil en arête-de-poisson
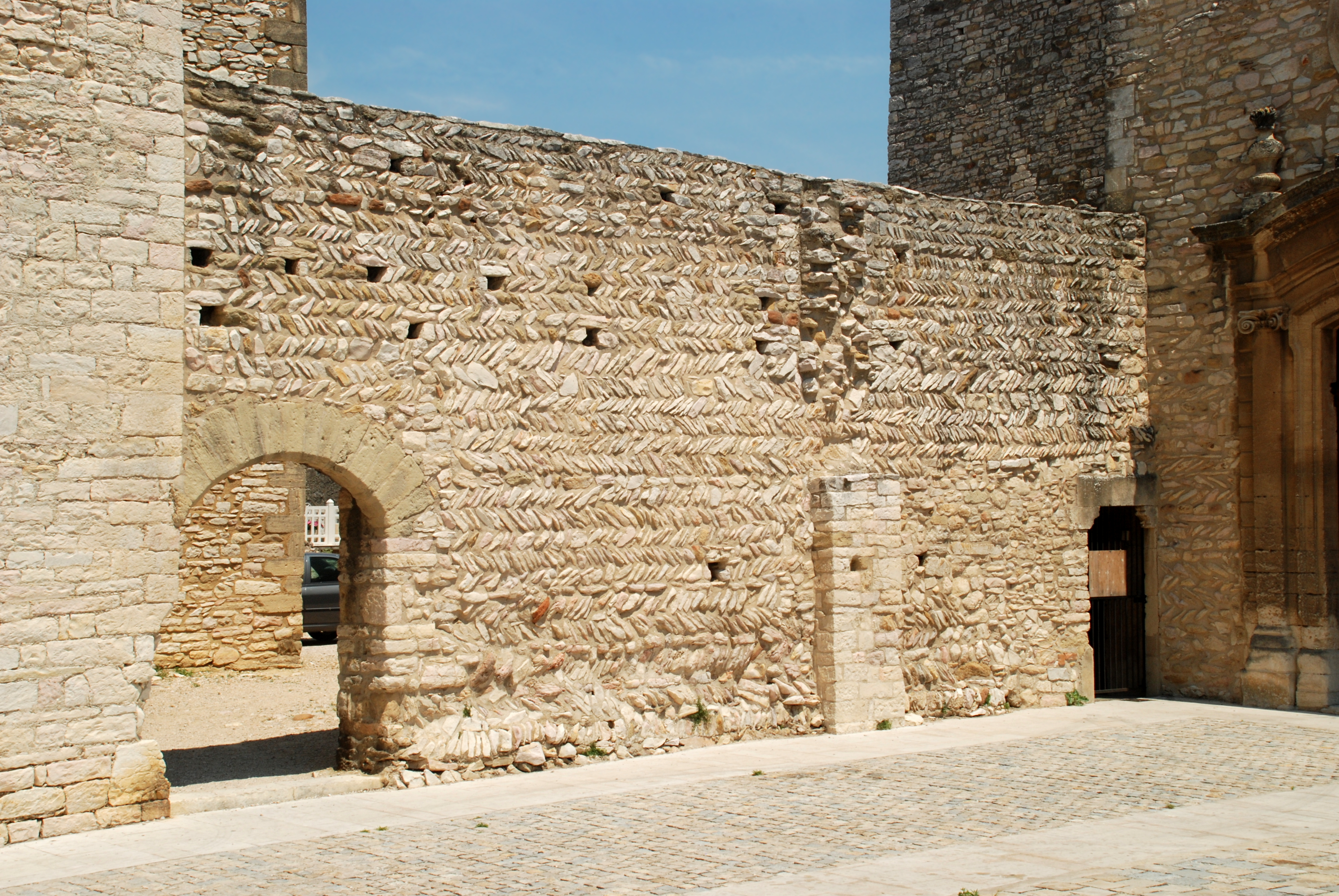
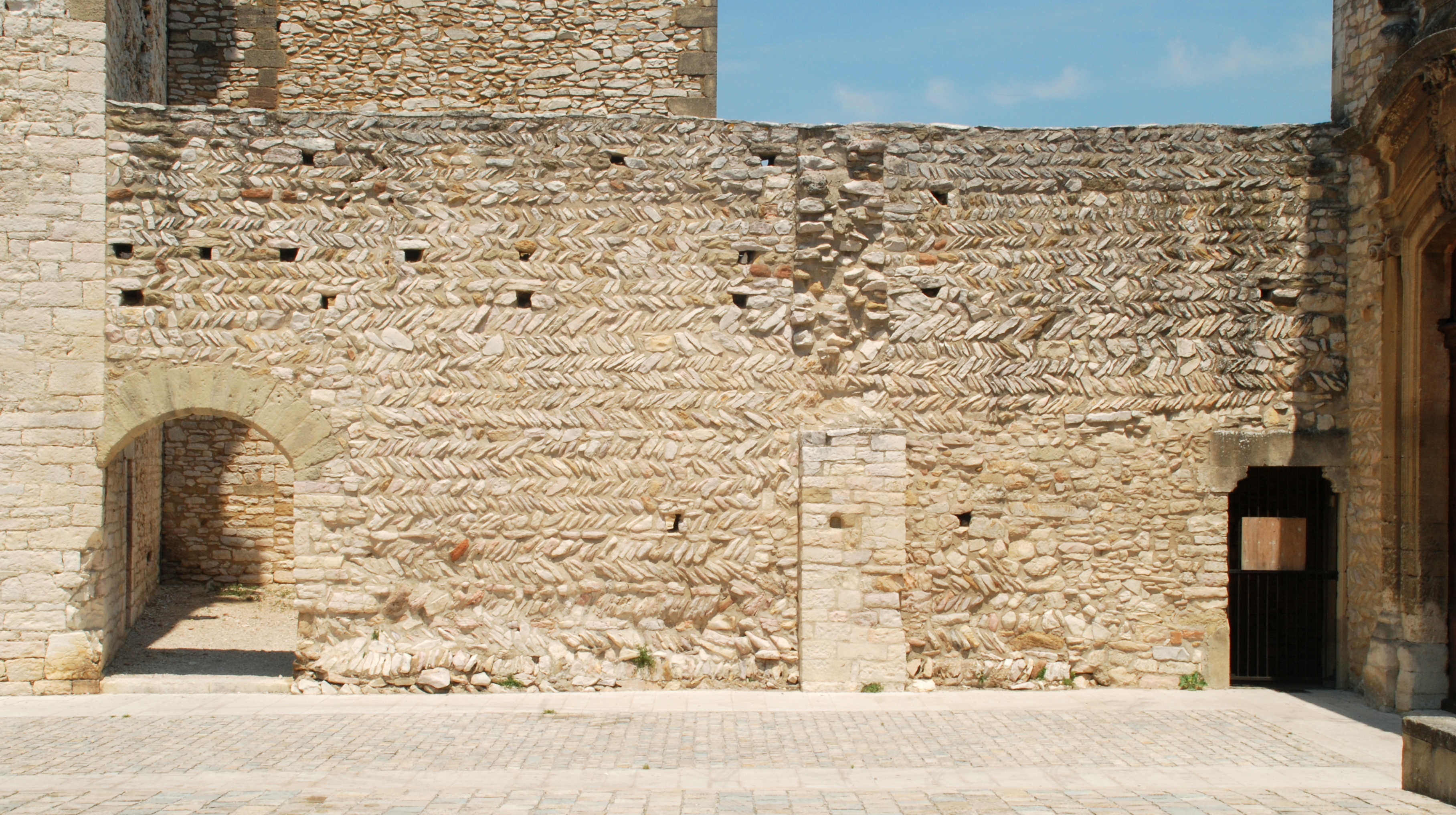
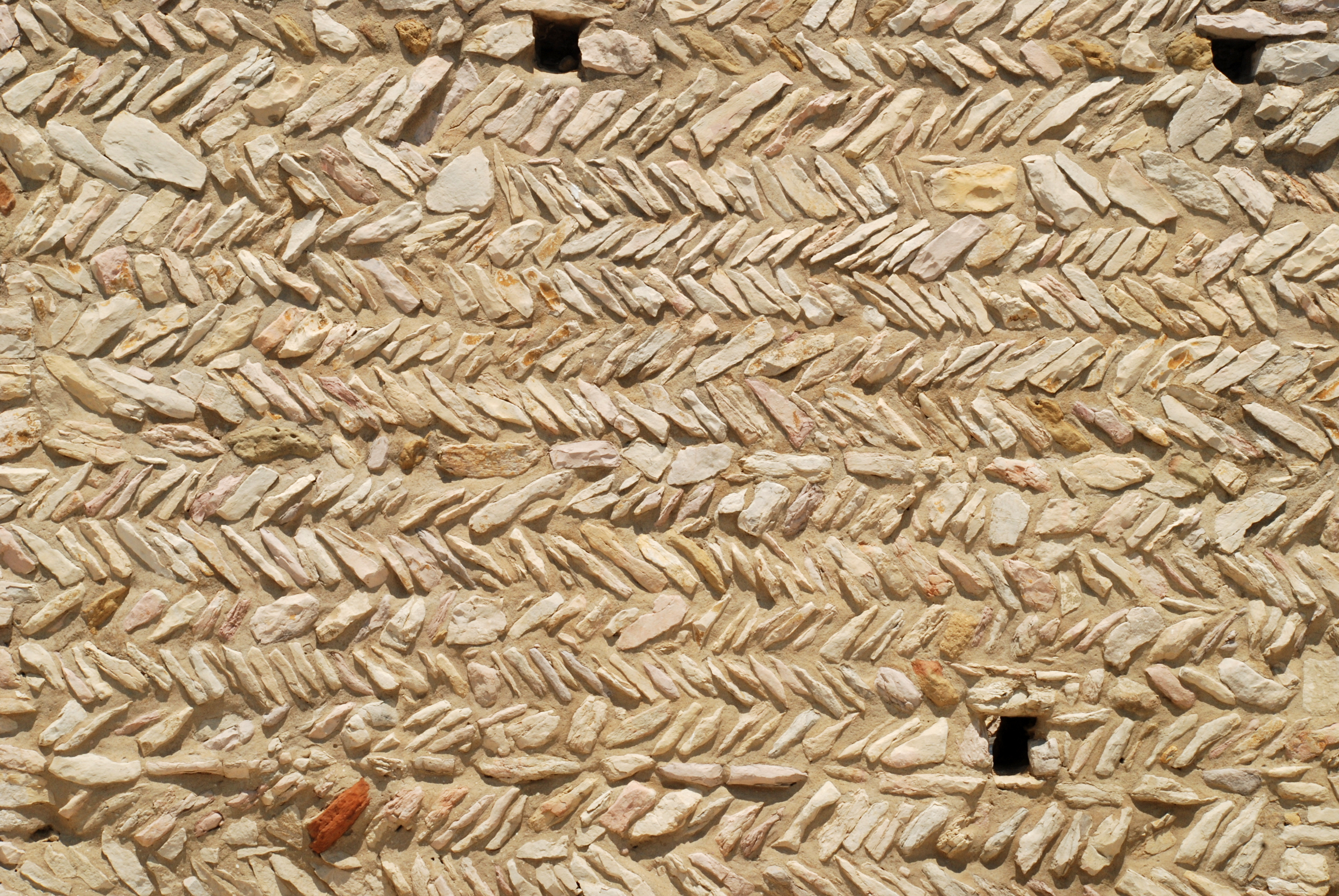